# GI - Vocabolario della lingua greca
Il GI - Vocabolario della lingua greca (anche noto semplicemente come GI o anche il Montanari) è un dizionario di greco antico in lingua italiana edito da Loescher.

## Storia editoriale
Pubblicato nel 1995, constava originariamente di 130 000 lemmi, poi progressivamente estesi fino a 140 000. La realizzazione venne curata dal grecista e filologo classico Franco Montanari dell'Università di Genova, che coordinò un gruppo di lavoro di circa 30 persone.
Il vocabolario si articola su oltre 2400 pagine; come la quasi totalità dei dizionari di greco antico è monodirezionale, consentendo quindi solo la ricerca dal greco.
La sua pubblicazione insidiò il primato ultracinquantennale del Vocabolario greco-italiano di Lorenzo Rocci, edito nel 1939 e fino ad allora primo dizionario greco-italiano per completezza e precisione. Lo stesso Montanari ha peraltro attestato il debito della propria opera nei confronti del preesistente vocabolario.
In occasione della seconda edizione, nel 2004, il GI venne rivisto, corretto, arricchito di circa 10 000 nuovi lemmi e corredato da una versione digitale su CD-ROM. Quest'ultima inoltre, a differenza della cartacea, è bidirezionale, rendendo possibili ricerche lessicali anche dall'italiano (tramite la funzione di ricerca inversa, che elenca le occorrenze di un dato traducente italiano nelle varie voci). Dalla terza edizione del 2013 il CD-ROM è stato sostituito dalla versione digitale per computer e dalle app per Android e iOS.
La quarta edizione, ulteriormente affinata, è uscita nel 2025. La terza edizione è stata tradotta in greco moderno (2013, ed. Papadimas), in inglese (2015, Brill) e in tedesco (2023, De Gruyter).

## Edizioni
- Vocabolario della lingua greca, I ed., Torino, Loescher, 1995,  p. 2304, ISBN 978-88-201-3800-4.
- Vocabolario della lingua greca, II ed., Torino, Loescher, 2004,  pp. VI-2549, ISBN 978-88-201-3810-3.
- Vocabolario della lingua greca, III ed., Torino, Loescher, 2013, ISBN 978-88-201-3365-8.
- Vocabolario della lingua greca, IV ed., Torino, Loescher, 2025,  pp. 2760 + 272, ISBN 9788858350201.